# Maisenbach (Kocher)
Der Maisenbach ist ein Waldbach im Gebiet der Gemeinde Abtsgmünd im Ostalbkreis im nordöstlichen Baden-Württemberg, der nach etwas über drei Kilometer langem südsüdöstlichem Lauf am Abfall des Büchelberger Grats ins Flusstal beim Weiler Christhäuser von rechts in den oberen Kocher mündet.

## Geographie

### Verlauf
Der Maisenbach entspringt einer Quelle auf 504 m ü. NHN im Waldgewann Täschental am noch steilen oberen Abfall von der Hochfläche des Höfenbergs, der höchsten Stelle des Büchelberger Grates an seinem Nordwestsporn. Das Wasser fließt etwa einen Viertelkilometer in Richtung des Gefälles bergab, dann schafft sich der junge Bach auf nunmehr beständigem Südsüdostlauf eine tiefe Talrinne. Nach etwa 0,7 km läuft aus einer ersten größeren Seitenklinge auf 435,2 m ü. NHN ein erster Nebenbach von etwa 0,4 km Länge zu. Etwa 0,4 km weiter folgen ein kürzerer von rechts und ein wieder etwa 0,4 km langer aus der Richtung des vorigen.
Nach gut der Hälfte seines Laufes erreicht der Maisenbach erstmals die offene Flur einer Rodungsinsel um die Abtsgmünder Weiler Kocherhof und Maisenhäuser. Hierin durchfließt er auf etwa 405 m ü. NHN einen 0,8 ha großen Teich und passiert dabei und danach die verstreuten drei Anwesen der Maisenhäuser. Anschließend tritt er auf etwas unter 400 m ü. NHN in die steil eingeschnittene Waldschlucht Christklinge seines Unterlaufs ein, in der ihn ein Fahrweg begleitet. In ihrer engen Mündungsbucht zum Kochertal liegt der kleine Weiler Christhäuser, dort unterquert der Maisenbach die am rechten Flussufer entlang laufende B 19 und mündet jenseits von ihr über einen kleinen Schuttkegel auf etwa 355 m ü. NHN von rechts in den oberen Kocher.
Der Maisenbach mündet nach einem 3,2 km langen Lauf mit mittlerem Sohlgefälle von etwa 47 ‰ etwa 149 Höhenmeter unterhalb seiner Quelle.

### Einzugsgebiet
Der Maisenbach entwässert eine Fläche von etwa 2,0 km² am Kochertalabhang des Büchelberger Grates, deren höchster Punkt auf dem Höfenberg etwas über 555 m ü. NHN erreicht. Das Gebiet gehört, naturräumlich gesehen, mit seinen höheren Teilen zum Sulzbacher Wald, mit seinen tieferen zum Sulzbacher Kochertal, beides Untergliederungen der Schwäbisch-Fränkischen Waldberge.
Oben auf dem Grat gibt es ein nur kurzes Stück nordöstlicher Wasserscheide zum Einzugsgebiet der Bühler, die über ihren Zufluss Stahlbach konkurriert. Hinter der Ost- und der Westgrenze des Gebietes laufen etwa parallel andere Bäche zum Kocher, im Osten der wenig oberhalb des Maisenbachs ebenfalls vom Hang des Büchelberger Grates herab in ihn mündende Gießbach, im Westen der viel längere Rötenbach, der vor dem Nordwestsporn Höfenberg passiert.
Auf dem Gebiet steht zu 90 % Wald; offen ist außer dem Anteil an der erwähnten Rodungsinsel fast nur noch ein kleiner Zwickel der Höfenberg-Hochfläche. Am Lauf stehen allein die kleinen Weiler Maisenhäuser und Christhäuser, dazu noch auf der Wasserscheide zum Gießbach der nicht größere Weiler Kocherhof. Sie gehören alle zur Hohenstadter Teilgemarkung der Gemeinde Abtsgmünd, die den größeren Teil des Gebietes umfasst. Der kleinere mit den höheren Partien am Hang ist Teil der Pommertsweiler Teilgemarkung.

## Geologie
Auf dem meist nur sehr schmalen Gebietsstreifen auf der Höhe des Büchelberger Grates ganz im Nordosten stehen Angulatensandstein und Psilonotenton des Schwarzjuras an, etwas breiter streicht unter dem Hangknick der Knollenmergel (Trossingen-Formation)  aus. Im weit größeren Einzugsgebietsanteil darunter liegt fast überall Stubensandstein (Löwenstein-Formation) im Untergrund. Zwischen Maisenhäuser und den Christenhäuser setzen auf dem Talgrund die Oberen Bunten Mergel (Mainhardt-Formation) ein, in dessen Schichthöhe der Gießbach auch mündet.
Sehr früh setzen auf dem Talgrund holozäne Auensedimente ein, die etwas nach Maisenhäuser enden. Solche sind dann auch wieder in den Kieselsandstein eingelagert. Der Maisenbach mündet im Flusssand des Kochers.

## Natur und Schutzgebiete
Der Maisenbach ist ein meist naturnaher Bach, an dem häufig Erlen stehen. Am oberen Lauf vor den Maisenhäusern ist er einen bis anderthalb Meter breit, sehr klar und hat sandiges Sediment im Bett liegen, am unteren in der Christklinge läuft er bis zu zwei Meter breit teils neben Felsen, dort mischen sich Steine in sein Sediment.
Die Hochfläche des Höfenbergs gehört zum Landschaftsschutzgebiet Büchelberger Grat und Umgebung, das gesamte Einzugsgebiet liegt im Naturpark Schwäbisch-Fränkischer Wald.

## Geschichte
Auf Sporn zwischen den untersten Läufen von Geißbach und Maisenbach, der das Niveau des Kochers um etwa 50 Höhenmeter überragt, gibt es Spuren eines wohl vorgeschichtlichen Abschnittswalls.

### LUBW
Amtliche Online-Gewässerkarte mit passendem Ausschnitt und den hier benutzten Layern: Lauf und Einzugsgebiet des Maisenbachs

Allgemeiner Einstieg ohne Voreinstellungen und Layer: Daten- und Kartendienst der Landesanstalt für Umwelt Baden-Württemberg (LUBW) (Hinweise)
1. ↑  Höhe nach schwarzer Beschriftung auf dem Hintergrundlayer Topographische Karte.
2. 1 2  Höhe nach blauer Beschriftung auf dem Hintergrundlayer Topographische Karte.
3. ↑  Länge nach dem Layer Gewässernetz (AWGN).
4. ↑  Einzugsgebiet abgemessen auf dem Hintergrundlayer Topographische Karte.
5. 1 2 3  Höhe nach dem Höhenlinienbild auf dem Hintergrundlayer Topographische Karte.
6. ↑  Seefläche nach dem Layer Stehende Gewässer.
7. ↑  Bachnatur nach dem Layer Biotop.
8. ↑  Schutzgebiete nach den einschlägigen Layern.

### Andere Belege
1. ↑  Hansjörg Dongus: Geographische Landesaufnahme: Die naturräumlichen Einheiten auf Blatt 171 Göppingen. Bundesanstalt für Landeskunde, Bad Godesberg 1961. → Online-Karte (PDF; 4,3 MB)
2. ↑  Geologie nach den Layern zu Geologische Karte 1:50.000 auf: Mapserver des Landesamtes für Geologie, Rohstoffe und Bergbau (LGRB) (Hinweise)